# Episodi di The Agency (seconda stagione)
La seconda e ultima stagione della serie televisiva The Agency è stata trasmessa negli Stati Uniti dal canale CBS dal 28 settembre 2002 al 17 maggio 2003.
In Italia, la seconda stagione è stata trasmessa in prima visione dal 2005 su LA7.
| nº | Titolo originale      | Titolo italiano     | Prima TV USA      | Prima TV Italia |
| -- | --------------------- | ------------------- | ----------------- | --------------- |
| 1  | French Kiss           | Bacio alla francese | 28 settembre 2002 | 2005            |
| 2  | Air Lex               |                     | 5 ottobre 2002    |                 |
| 3  | The Great Game        | Il grande gioco     | 12 ottobre 2002   |                 |
| 4  | C.S. Lie              |                     | 19 ottobre 2002   |                 |
| 5  | The Prisoner          |                     | 26 ottobre 2002   |                 |
| 6  | Home Grown            |                     | 2 novembre 2002   |                 |
| 7  | Heartless             |                     | 9 novembre 2002   |                 |
| 8  | First Born            |                     | 16 novembre 2002  |                 |
| 9  | Thanksgiving          |                     | 23 novembre 2002  |                 |
| 10 | Trust                 |                     | 6 dicembre 2002   |                 |
| 11 | Elite Meat to Eat     |                     | 14 dicembre 2002  |                 |
| 12 | An Isolated Incident  |                     | 18 gennaio 2003   |                 |
| 13 | Debbie Does Djakarta  |                     | 1º febbraio 2003  |                 |
| 14 | Coventry              |                     | 8 febbraio 2003   |                 |
| 15 | Absolute Bastard      |                     | 15 febbraio 2003  |                 |
| 16 | Unholy Alliances      |                     | 22 febbraio 2003  |                 |
| 17 | Soft Kills            |                     | 15 marzo 2003     |                 |
| 18 | Spy Finance           |                     | 12 aprile 2003    |                 |
| 19 | War, Inc.             |                     | 26 aprile 2003    |                 |
| 20 | Mi Cena Con Andrei    |                     | 3 maggio 2003     |                 |
| 21 | Our Man in Korea      |                     | 10 maggio 2003    |                 |
| 22 | Our Man in Washington |                     | 17 maggio 2003    |                 |